# Pansy Division
Pansy Division es una banda de pop punk estadounidense formada en San Francisco (California) en 1991. Sus músicos son  gais y sus canciones se centran en temas relacionados con la homosexualidad masculina. Pansy Division es una de las bandas más melódicas que han surgido del movimiento queercore, iniciado en la década de 1980.

## Historia

### Comienzos
Frustrado por la falta de músicos abiertamente homosexuales en la escena punk y el rock independiente, Jon Ginoli formó  Pansy Division (el nombre es un juego de palabras entre Panzer Division, «división de tanques», y la palabra pansy, «pensamiento», flor cuyo nombre se emplea para denominar a los homosexuales) en San Francisco a principios de 1991. La intención era desafiar los estereotipos habituales sobre los hombres homosexuales, particularmente el que limita a los gais a la música disco o de musical, y que afirma que el rock es estrictamente territorio heterosexual. Originalmente Ginoli actuaba solo con una guitarra, pero posteriormente contrató al bajista Chris Freeman y al batería Jay Paget, formando la primera banda de rock abiertamente gay.
El sonido Pansy Division está muy influenciado por el pop de los años 60 y el punk rock de los 70, concretamente por bandas como los Ramones, Buzzcocks y los primeros Beatles: canciones cortas, pegadizas de pop punk con letras divertidas y descaradas, que tratan diversos aspectos de la vida gay y de la vida en general. La mayor parte de su repertorio temprano es sexualmente explícito, casi pornográfico en sus representaciones líricas de sexo gay, aunque claramente irónico; algunas canciones se centraban en temas universales, que hablaban a todos los públicos, como la soledad, la amistad y la atracción.
En 1993, después de una extensa gira por California, varios de los singles de 7 pulgadas y ediciones de compilaciones, Pansy Division firmó con la discográfica Lookout! Records, lanzó su primer álbum, Undressed, y se embarcó en su primera gira a nivel nacional.

### Reconocimiento generalizado
En 1994, con el lanzamiento de su segundo álbum, Deflowered, y una aparición en la primera compilación de Outpunk, Outpunk Dance Party, la banda demostró ser una de las bandas más prolíficas y conocidas de entre las surgidas del incipiente movimiento queercore. Aprovechando el éxito general del pop punk, fueron seleccionados como teloneros de Green Day en la gira Dookie, introduciendo el grupo y el queercore a una audiencia mucho mayor.
Mientras estuvieron con Lookout!, la banda siguió lanzando un álbum cada año: en 1995 Pile Up (notable por sus versiones, incluyendo «Cowboys Are Frequently, Secretly Fond of Each Other» de Ned Sublette y «Smells Like Teen Spirit» de Nirvana (versionado como «Smells Like Queer Spirit»); en 1996  Wish I'd Taken Pictures (con el sencillo «I Really Wanted You», cuyo vídeo musical fue interpretado una vez en MTV) y la compilación de caras B de 1997, More Lovin' From Our Oven.
Pansy Division realizó diversas giras durante estos años, tanto a nivel nacional como internacional, tocando con bandas de rock alternativo y punk como Chixdiggit, Groovie Ghoulies, cub y Servotron, God Is My Co-Pilot y Team Dresch. Compartieron el escenario a menudo con bandas como Rancid, The Vandals, New Bomb Turks, Jimmy Eat World, Supergrass y The Supersuckers.
Durante este tiempo Pansy Division actúa como trío, siendo Freeman y Ginoli los únicos miembros constantes en medio de una serie cambios de baterías, gais y heterosexuales. En 1996, la banda finalmente encontró un batería gay permanente en Luis Illades, y se convirtió en un cuarteto en 1997 con la incorporación del guitarrista Patrick Goodwin.

### Nueva dirección y nuevo sello
1998 vio el lanzamiento de su quinto álbum de estudio, Absurd Pop Song Romance, que rompió con los trabajos anteriores, con letras más introspectivas, menos humorísticas y más oscuras, con sonido de rock alternativo con dos guitarras. Aunque los fanes consideran el álbum como quizás el mejor trabajo de la banda, fue el álbum de menor venta y frenó su racha de seis años de giras y grabaciones.
En 2001, Pansy Division estaban finalmente listos para grabar otro álbum, pero la falta de apoyo de Lookout! provocó que la banda a dejara el sello y se fuese con Alternative Tentacles a finales de ese año. El resultado fue su álbum de 2003, Total Entertainment!, un álbum que la banda describe como un punto de encuentro entre el humor alegre de sus primeros trabajos y el rock introspectivo de su álbum anterior. Goodwin dejó la banda al año siguiente, siendo reemplazado temporalmente por Bernard Yin y posteriormente por el exmiembro de Mr. T Experience, Joel Reader.
En 2006, Alternative Tentacles lanzó The Essential Pansy Division, una compilación completa de sus mejores temas, con treinta pistas escogidas por Ginoli, y un DVD con material de archivo de vídeo.

### Actividad reciente
Tras el lanzamiento de Total Entertainment, Pansy Division la actividad de giras de programación y grabaciones disminuyó, ya que la mayoría de los miembros se trasladaron a vivir a diferentes partes del país. La banda continuó tocando esporádicamente, por lo general en varios festivales de orgullo gay o en conciertos en San Francisco. En 2007, Pansy Division lanzó su primera gira nacional desde 2003, junto con el grupo reformado The Avengers de San Francisco, cuyos miembros incluían tanto a Illades, como a Reader.
En 2008, la banda se convirtió en protagonista de un documental titulado Pansy Division: Life in a Gay Rock Band, dirigida por Michael Carmona. La película ha sido mostrada a nivel internacional, estrenándose en diversos festivales de cine LGBT; fue lanzada en DVD en 2009.
Recientemente, Ginoli anunció en la página oficial de Pansy Division que en 2009 sería lanzando el séptimo álbum de estudio, titulado That's So Gay, un DVD en vivo, otra gira nacional y sus memorias, una biografía de la banda titulada Deflowered: My Life in Pansy Division. En febrero de 2009 la banda lanzó un vinilo de 7 pulgadas Average Men, su primer sencillo del álbum. La cara B es una versión de «Coming Clean» de Green Day.

## Miembros

### Miembros actuales
- Jon Ginoli - voz / guitarra (1991 - presente)
- Chris Freeman - bajo / voz (1991 - presente)
- Joel Reader - guitarra y voz (2004-presente)
- Luis Illades - batería (1996 - presente)

Reader e Illades también son miembros de la banda de punk rock de San Francisco The Avengers.

### Antiguos miembros
- Jay Paget - batería (1991-1992)
  - Ahora en Thinking Fellers Union Local 282
- David Ward - batería (1992-1994)
- Liam Hart - batería (1994)
- David Ayer - batería (1994)
- Patrick Hawley - batería (1995)
- Dustin Donaldson - batería (1995-1996)
  - Ahora en I Am Spoonbender
- Patrick Goodwin - guitarra (1997-2004)
  - Ahora en Hammers of misfortune y Dirty Power
- Bernard Yin - guitarra (2004)
  - Ahora en Astra Heights

## Discografía

### Álbumes
- Undressed en Lookout! Records (1993)
- Deflowered en Lookout! Records (1994)
- Wish I'd Taken Pictures en Mint Records (1996)
- Absurd Pop Song Romance en Lookout! Records (1998)
- Total Entertainment! en Alternative Tentacles (2003)
- That's So Gay en Alternative Tentacles (2009)

### Álbumes de compilación
- Pile Up en Lookout! Records (1995)
- More Lovin' From Our Oven en Lookout! Records (1997)
- The Essential Pansy Division en Alternative Tentacles (2006)

### Singles de 7"
- "Meer"
- "Fem In A Black Leather Jacket" b/w "Homo Christmas" & "Smells Like Queer Spirit" (Lookout! Records, 1992)
- "Bill & Ted's Homosexual Adventure" b/w "Big Bottom" (Outpunk, 1993)
- "Touch My Joe Camel" b/w "Homosapien" & "Trash" (Lookout! Records, 1993) (portada de Anonymous Boy)
- "Nine Inch Males" EP: "Fuck Buddy", "Cry for a Shadow" & "The Biggest Lie" (Lookout! Records, 1994)
- "Jack U Off" b/w "Strip You Down" (Empty Records, 1994)
- "Jackson" b/w "I Really Wanted You" (K Records, 1994) (Collaboration with Calvin Johnson)
- "Cowboys Are Frequently, Secretly Fond Of Each Other", en la recopilación 'Stop Homophobia' con Fagbash, Happy Flowers y Black Angel's Death Song (Turkey Baster Records, 1994)
- "James Bondage" b/w "Flower", "Real Men" & "Denny (Naked)" (Lookout! Records, 1995)
- "Gay Pride" split EP, con Chumbawumba y Spdfgh, (Rugger Bugger Records, 1995)
- "Valentine's Day" b/w "He Could Be The One" & "Pretty Boy (What's Your Name?)" (Lookout! Records, 1996)
- "For Those About to Suck Cock" EP: "Headbanger", "Sweet Pain" & "Breaking the Law" (Lookout! Records, 1996)
- "Manada" b/w "One Night Stand", "Hockey Hair", "Manada (Version Quebecois)" (Mint Records, 1997)
- "Queer to the Core" EP: "Political Asshole", "Two Way Ass" & "Expiration Date" (Lookout! Records, 1997)
- "Scutter Fanzine presents 'Tummy Shaking'" EP, con Bis, Sourtooth & Ozma (Scutter Records, 1998)
- "Dirty Queers Don't Come Cheap" EP con Skinjobs: "Your Loss" & "I Know Your Type" (Mint Records, 2004)
- "Average Man" b/w "Coming Clean" (Green Day cover) (Alternative Tentacles, 2009)

### Participación en compilaciones
- "I Can't Sleep" en Outpunk Dance Party (Outpunk Records, 1992)
- "Homo Christmas" en Punk Rock Christmas (Rhino Records, 1995)
- "Ring of Joy" en A Slice Of Lemon (Lookout! Records, 1996)
- "Jackson" en Project: Echo (K Records, 1996)
- "Bunnies" en Stars Kill Rock (Kill Rock Stars, 1996)
- "Pillow Talk" en Team Mint (Mint Records, 1996)
- "The Summer You Let Your Hair Grow Out" en Heide Sez Lookout! (Lookout! Records, 1996)
- "Can't Make Love" (con Tré Cool) en Generations, Vol 1: A Punk Look at Human Rights (Ark 21 Records, 1997)
- "Loose" en We Will Fall: The Iggy Pop Tribute (Royalty Records, 1997)
- "Political Asshole" en The Last Great Thing You Did (Lookout! Records, 1997)
- "Expiration Date" en Milkshake - A CD to Benefit the Harvey Milk Institute, (timmi-kat ReCoRDS, 1998)
- "Musclehead" en Forward 'Til Death: A Sampler Compilation (Lookout! Records, 1999)
- "Hockey Hair" en Puck Rock, Vol. 2 (Sudden Death Records, 2000)
- "The Summer You Let Your Hair Grow Out (Live)" en Songs for Summer (Oglio Records, 2000)
- "Used to Turn Me On (Demo)" en Lookout! Freakout (Lookout Records!, 2000)
- "Luv Luv Luv" en Bi the People: A Compilation of Bisexual Artists & Friends (Violent Yodel Records, 2003)
- "Luv Luv Luv" en Queer Stock Queer Soup (Queer Stock, 2003)
- "I Can Make You A Man" en The Rocky Horror Punk Rock Show (Springman Records, 2004)
- "Musclehead" en Plea for Peace, Vol. 2' (Asian Man Records, 2007)

### Participación en bandas sonoras
- "Deep Water" en Angus, dirigida por Patrick Read Johnson (1995)
- Queercore: A Punk-U-Mentary, dirigida por Scott Treleaven (1996)
- Skin & Bone, dirigida por Everett Lewis (1996)
- "Sweet Insecurity" y "Luv Luv Luv", Luster, dirigida por Everett Lewis (2002)
- "First Betrayal" en Hellbent, dirigida por Paul Etheredge-Ouzts (2005)
- Pansy Division: Life In A Gay Rock Band (2008)